# Ectropis subapicata
Ectropis subapicata là một loài bướm đêm trong họ Geometridae.